# Военный совет национального спасения
Военный совет национального спасения (пол. Wojskowa Rada Ocalenia Narodowego, WRON) — высший административный орган ПНР периода военного положения 1981—1983. Учреждён в ночь на 13 декабря 1981 года, действовал до 21 июля 1983 года. Состоял из группы высших военачальников во главе с Войцехом Ярузельским. Создавался с целью сохранения режима ПОРП и подавления военной силой оппозиционного движения Солидарность. Имел квалифицирующие признаки военной хунты.
В современной Польше создание и деятельность WRON рассматриваются как преступная узурпация власти. В то же время существует мнение, что военное положение позволило Польше избежать ввода советских войск, как в ГДР (1953), в Венгрии (1956) и в Чехословакии (1968).

## Персональный состав
Утром 13 декабря 1981 года генерал Ярузельский — глава правящей компартии ПОРП, правительства и военного министерства ПНР — объявил о введении военного положения. Выступая по польскому телевидению, он, в частности, сообщил о создании Военного совета национального спасения (WRON), принимающего на себя полноту власти.
Членами Военного совета национального спасения являлись:
- генерал армии Войцех Ярузельский (председатель), первый секретарь ЦК ПОРП, председатель Совета министров и министр национальной обороны ПНР
- генерал брони Флориан Сивицкий, заместитель министра национальной обороны ПНР, начальник генерального штаба Вооружённых сил ПНР, кандидат в члены Политбюро ЦК ПОРП
- генерал брони Чеслав Кищак, министр внутренних дел ПНР, кандидат в члены Политбюро ЦК ПОРП
- генерал брони Тадеуш Тучапский, заместитель министра национальной обороны, главный инспектор территориальной обороны Вооружённых сил ПНР
- генерал брони Эугениуш Мольчик, заместитель министра национальной обороны, главный инспектор по подготовке Вооружённых сил ПНР
- адмирал Людвик Янчишин, командующий ВМС ПНР
- генерал брони Збигнев Новак, заместитель министра национальной обороны, главный технологический инспектор Вооружённых сил ПНР
- генерал дивизии Тадеуш Крепский, командующий ВВС ПНР
- генерал дивизии Лонгин Лозовицкий, командующий войсками ПВО ПНР
- генерал дивизии Юзеф Барыла, заместитель министра национальной обороны, начальник Главного политического управления Вооружённых сил ПНР
- генерал дивизии Тадеуш Гупаловский, министр администрации, экономики и охраны окружающей среды ПНР
- генерал дивизии Чеслав Пиотровский, министр горнорудной промышленности и энергетики ПНР
- генерал брони Влодзимеж Олива, командующий Варшавским военным округом
- генерал дивизии Генрик Рапацевич, командующий Силезским военным округом
- генерал дивизии Юзеф Ужицкий, командующий Поморским военным округом
- генерал дивизии Зигмунт Зелиньский, секретарь WRON, начальник кадрового отдела министерства национальной обороны ПНР
- генерал бригады Михал Янишевский, начальник аппарата Совета министров ПНР
- генерал бригады Ежи Ярош, командир 1-й Варшавской механизированной дивизии
- полковник Тадеуш Макаревич, начальник Группы подразделений безопасности Министерства национальной обороны
- полковник Казимеж Гарбачик, начальник армейского штаба в Лодзинском воеводстве
- подполковник Ежи Влосиньский, командир 1-й Мазовецкой бригады Варшавского военного округа
- полковник Роман Лесь, председатель Союза бывших профессиональных солдат
- подполковник Мирослав Гермашевский, слушатель Военной академии Генерального штаба Вооружённых Сил СССР имени К. Е. Ворошилова

Таким образом, в состав WRON входили руководители вооружённых сил, карательных органов, ключевых хозяйственных ведомств, командующие родами войск и военными округами, командиры механизированных частей, непосредственно сталкивающихся с протестными выступлениями, начальник группы безопасности военного министерства. Структура Совета не оставляла сомнений в целеполагании: спасении политического режима методами военной диктатуры.
Характерно почти полное отсутствие представителей идеологического аппарата компартии — военные предпочли дистанцироваться от этой социальной группы, вызывавшей тотальное отторжение в обществе. Исключение составляли генерал Барыла и полковник Лесь, возглавлявшие армейскую систему идеолого-пропагандистской обработки. Они занимали в Совете наиболее жёсткие ортодоксальные позиции, хотя не участвовали непосредственно в руководстве силовыми акциями.

## Внутренняя иерархия
Формально все члены, кроме руководящего председателя, состояли во WRON на равных основаниях. Реально в структуре возникла определённая внутренняя иерархия. Наибольшим влиянием при председателе обладали две категории: министры правительства Ярузельского и военачальники военного поколения. К первым относились Сивицкий, Кищак, Гупаловский, Пиотровский; ко вторым — Тучапский, Мольчик, Янчишин; на стыке этих групп пребывал Барыла. «Второй ряд» представляли командующие крупнейшими войсковыми соединениями — Крепский, Лозовицкий, Новак, Олива, Рапацевич, Ужицкий; делопроизводители Янишевский и Зелиньский. Ярош, Макаревич, Гарбачик, Влосиньский, Лесь занимали подчинённое положение. Роль Гермашевского была сугубо символической.

Для публики не было тайной, что почти все члены WRON как чумы боялись Ярузельского.

Высшими руководителями ПНР в период военного положения по факту считались трое генералов из состава WRON: Войцех Ярузельский, Чеслав Кищак, Флориан Сивицкий — и четверо высокопоставленных партийно-государственных чиновников: Казимеж Барциковский (член Политбюро, фактически второй секретарь ЦК ПОРП, член Госсовета), Мирослав Милевский (член Политбюро, секретарь ЦК ПОРП по карательным органам и силовым структурам), Стефан Ольшовский (член Политбюро, министр иностранных дел), Мечислав Раковский (член ЦК, вице-премьер по информации и пропаганде). Эти семь человек, а также генерал Михал Янишевский (доверенное лицо Ярузельского, автор названия WRON), являлись первым составом правящей неформальной «Директории».
К этой группе примыкали Мариан Ожеховский (секретарь ЦК по идеологии), Генрик Яблоньский (председатель Госсовета), Станислав Косицкий (начальник цензурного ведомства), Ежи Куберский и Адам Лопатка (руководители Управления по делам религий Совмина ПНР). Большим политическим влиянием обладали члены WRON генералы Тучапский, Мольчик, Гупаловский, Пиотровский, Олива. Заметную роль играл пресс-секретарь Совета министров Ежи Урбан (не военный и не член ПОРП).

## Распределение функций
Главой WRON являлся генерал Ярузельский. Наибольшим после него влиянием обладали генералы Кищак и Сивицкий. Этот «триумвират» принимал основные решения.
Генералы Мольчик, Тучапский, Новак отвечали за общее функционирование армейской системы в условиях военного положения.
Генерал Ярош, и подполковник Влосиньский организовывали взаимодействие армии с ЗОМО при подавлении протестов в регионах. Полковник Макаревич координировал действия армейских отделов безопасности со Службой безопасности МВД.
Генерал Олива контролировал ситуацию в Варшаве, адмирал Янчишин — в Гданьске, генерал Ужицкий — в Щецине, генерал Крепский — в Познани, генерал Рапацевич — в Силезии, генерал Лозовицкий — в Катовице, полковник Гарбачик — в Лодзи.
Генералы Гупаловский и Пиотровский курировали экономическую политику.
Генерал Зелинский организовывал документооборот WRON, генерал Янишевский — аппаратное функционирование Совмина ПНР.
Генерал Барыла заведовал военной пропагандой.
Полковник Лесь отвечал за привлечение отставных военных в административные кадры.
Подполковник Гермашевский — популярный в стране первый польский космонавт — был привлечён с имиджевыми целями. Впоследствии он утверждал, что был введён в состав WRON без своего согласия и не участвовал в принятии решений репрессивного характера. Известно, что 13 декабря 1981 года он находился в Москве, приказом командования был вызван в Польшу, но вскоре снова отбыл в СССР.
Непосредственное руководство карательными органами осуществляли генералы Богуслав Стахура (заместитель министра внутренних дел, куратор Службы безопасности), Владислав Цястонь (начальник Службы безопасности), Владислав Пожога (начальник Службы разведки и контрразведки), Юзеф Бейм (главный комендант гражданской милиции), полковники Генрик Вальчиньский и Генрик Данковский (руководители III департамента МВД — по «борьбе с антигосударственной деятельностью»), генерал Зенон Платек (руководитель IV департамента МВД — по «борьбе с враждебной деятельностью церкви»), генерал Юзеф Сасин (руководитель V департамента МВД — по контролю над промышленностью).
Идеологию и политическую линию WRON определял Ярузельский и до некоторой степени Кищак. Прежде оба считались «прагматиками-центристами», но армейский генералитет и офицерство в целом стояли на позициях «партийногого бетона» даже в большей степени, нежели МВД. При этом формировался имидж польской армии как структуры монолитно патриотичной, честной и некоррумпированной (в отличие от партийно-государственного аппарата). Первоначально WRON предполагалось назвать «Военно-революционным советом», но партийное понятие «революционности» было отброшено в пользу национального патриотизма и консервативного «спасения». Наиболее «партийно-бетонную» позицию занимали Барыла и Мольчик, в этом плане к ним примыкал Лесь.
WRON считался высшим органом государственной власти ПНР. Заседания проводились ежемесячно. Однако, по последующим отзывам членов, его акты носили в основном декларативный, а мероприятия в основном церемониальный характер. Решения принимались гораздо более узким составом «Директории», ведущими генералами, военизированными правительственными ведомствами, часто Ярузельским единолично. В то же время вполне реальной властью на основании чрезвычайных полномочий обладали несколько тысяч военных комиссаров, действовавших от имени WRON.

## Конфронтация с обществом
В период военного положения Военный совет национального спасения являлся верховным органом власти в ПНР. На основании формальной санкции Госсовета и автоматически полученного одобрения в контролируемом Сейме группа высокопоставленных военных фактически узурпировала государственную власть (в значительной степени оттеснив не только правительство, но и Политбюро ЦК ПОРП). В самом WRON решения принимались преимущественно узким составом членов «Директории».
Главной задачей WRON являлось силовое подавление оппозиции, прежде всего профсоюза Солидарность. В этих целях использовались силы МВД — прежде всего подразделения ЗОМО, гражданская милиция, органы госбезопасности; при необходимости подключались армейские части. Рабочие угледобычи, металлургии, машиностроения, судостроения, транспорта и энергетики объявлялись призванными на военную службу и за неповиновение подвергались наказаниям согласно войсковым уставам. Около сорока крупных забастовок (из почти двухсот) подавлялись силой. В ряде случаев против протестующих применялось огнестрельное оружие. Самым кровопролитным явилось столкновение на силезской шахте «Вуек» 16 декабря 1981 года, девять человек были убиты. Ставилась также задача предотвратить экономический коллапс и дисциплинировать общество методами чрезвычайного управления.
Инструментом правления WRON являлся институт военных комиссаров в регионах, ведомствах, на предприятиях и в учреждениях. Комиссары являлись полномочными представителями Комитета национальной обороны (KOK) и по должности становились заместителями председателей воеводских комитетов обороны (WKO). Формально председателями WKO назначались, как правило воеводы, но реально руководство принадлежало комиссарам WRON и комендантам милиции. Военным комиссаром Краковского воеводства был назначен генерал Сулима, Люблинского — генерал Пируг, Познанского — генерал Пшибышевский, Вроцлавского — генерал Стец, Торуньского — генерал Островский, Валбжихского — генерал Барщевский, Тарнувского — генерал Белчевский и т. д. В Варшавском воеводстве комиссарские функции генерала Мруза в феврале 1982 года перенял новоназначенный президент Варшавы генерал Дембицкий, Мруз переведён комиссаром в Слупское воеводство. В Катовицком воеводстве, где сложилось особенно напряжённая ситуация, комиссары менялись несколько раз: первые дни эту должность занимал генерал Белчевский, затем генерал Лазарчик и наконец, эту функцию принял назначенный воевода генерал Пашковский.
Подавляющее большинство польского общества воспринимало WRON как враждебную силу, отстаивающую власть и привилегии номенклатурной бюрократии. Негативно-презрительное отношение выразилось в кличке Wrona — «Ворона». Фраза Orła wrona nie pokona! — Ворона орла не победит! — стала одним из главных слоганов протестного движения. Призыв WRON — won za Don! — WRON — вон за Дон! — означал обвинение в просоветском марионеточном характере режима. Выражение WRONa skona — значило либо призыв «бей „ворону“!», либо констатацию «битая ворона», «ощипанная ворона». Раздражение вызывал даже внешний имидж Ярузельского, чёрные очки которого ассоциировались с Пиночетом. Эпизоды сопротивления режиму отмечались даже в армии.
В аппарате ПОРП тоже росло недовольство произволом военных, грубым армейским пренебрежением, частыми фактами алкоголизма, буйного досуга, некомпетентностью в гражданском управлении, а также комиссарскими расследованиями партийных злоупотреблений и коррупции. По аналогии с событиями тех же лет в другом полушарии, партийные обвиняли военных в превращении ПНР в «новый Сальвадор».
Деятельность WRON была прекращена с отменой военного положения 22 июля 1983 года. При этом полнота власти сохранялась за генералом Ярузельским, возглавлявшим ЦК ПОРП и Совет министров ПНР (в 1985 году он оставил должность председателя Совета министров, но стал председателем Госсовета). Карательные органы по-прежнему контролировал генерал Кищак, армию — генерал Сивицкий.
Режим Военного совета национального спасения нанёс сильные удары по «Солидарности», на несколько лет продлил власть ПОРП, но не смог преодолеть общественного сопротивления и не предотвратил крах системы.

## Привлечение к судебной ответственности
В декабре 1991 года депутат сейма от Конфедерации независимой Польши (KPN) Мирослав Левандовский внёс предложение о привлечении к уголовной ответственности бывших членов WRON и членов Госсовета, санкционировавших введение военного положения. Его поддержал парламентский клуб KPN. Однако рассмотрение проекта затянулось и не было завершено в срок полномочий тогдашнего состава Сейма. В 1996 году Сейм нового состава — с преобладанием «пост-ПОРП» решил прекратить разбирательство.
В марте 2006 года Институт национальной памяти (IPN) выдвинул обвинение в отношении группы членов WRON, Государственного совета и Политбюро ЦК ПОРП. К уголовной ответственности привлекались генералы Войцех Ярузельский, Чеслав Кищак, Флориан Сивицкий, Тадеуш Тучапский, бывший первый секретарь ЦК ПОРП Станислав Каня, бывшие члены Госсовета Эмиль Колодзей и Эугения Кемпара. Обвиняемые характеризовались как лидеры «организованной вооружённой преступной группы».
В апреле 2007 года был инициирован судебный процесс. Первоначально варшавский суд отклонил заключение IPN, ссылаясь на недоучёт в обвинении политической ситуации 1981 года и угрозы советской интервенции. IPN обжаловал отклонение, и в сентябре 2008 года началось разбирательство в Варшавском окружном суде.
Приговор был вынесен в январе 2012 года. В отношении Ярузельского и Сивицкого процесс был прекращён по возрасту и состоянию здоровья. Тучапский к тому времени скончался. Каня был оправдан как непричастный к созданию WRON. Колодзей и Кемпара признаны виновными не в создании преступной группы, а в превышении полномочий — из-за чего преследование прекращалось по истечении срока давности. Обвинительный приговор был вынесен только Кищаку: 4 года лишения свободы, по амнистии срок сокращён до 2 лет, условно с испытательным сроком 5 лет — также с учётом возраста и здоровья. В приговоре упоминался также покойный Тучапский. Общественность восприняла приговор как «справедливый» (в части осуждения Кищака), но «не окончательный» (в части мягкости наказания и вывода из-под преследования других подсудимых, прежде всего Ярузельского).
16 марта 2011 года Конституционный трибунал Польши признал Указ Госсовета о введении военного положения от 12 декабря 1981 года противоречащим не только Конституции Республики Польша, но и Конституции ПНР.

## Члены WRON после Совета
- Генерал Ярузельский стоял во главе коммунистического режима ПНР до смены общественно-политической системы в 1989—1990. В конце 1980-х он инициировал процесс реформ по типу горбачёвской перестройки. Согласно решениям Круглого стола занял пост президента. В 1990 ушёл в отставку, стал частным лицом. Неоднократно предпринимались попытки привлечь его к судебной ответственности, но ни один процесс не был доведён до обвинительного приговора. Скончался в 2014 в возрасте 91 года.
- Генерал Кищак до 1990 стоял во главе МВД, в августе 1989 возглавлял последнее правительство ПОРП. Являлся главным организатором подавления «Солидарности» и репрессий против оппозиции. В 1988, под давлением массовых протестов, резко сменил курс, выступив за соглашение с «Солидарностью»[25]. Встречался с Лехом Валенсой, был одним из ведущих участников переговоров в Магдаленке и Круглого стола. Привлекался к судебной ответственности, по возрасту и состоянию здоровья был осуждён условно. Скончался в 2015 в возрасте 90 лет[26].
- Генерал Сивицкий до 1990 оставался министром национальной обороны, занимал высокие партийные посты. Поддержал курс реформ Ярузельского-Кищака. С 1991 в отставке. Привлекался к ответственности, процесс прекращён по возрасту и состоянию здоровья. Скончался в 2013 в возрасте 88 лет.
- Адмирал Янчишин во второй половине 1980-х находился на дипломатической службе. С 1989 в отставке. К ответственности не привлекался. Скончался в 1994 в возрасте 71 года.
- Генерал Крепский ушёл в отставку в 1984 году. Скончался в 1988 в возрасте 67 лет.
- Генерал Лозовицкий командовал ПВО до 1990, занимал в 1980-х заметные партийные посты. В 1990—1991 был советником командования ВВС и ПВО. Ушел в отставку в 1991 году. Состоял в ветеранских организациях. К ответственности не привлекался. Скончался в 2013 в возрасте 86 лет.
- Генерал Мольчик придерживался просоветской линии, жёстко конфронтационной в отношении оппозиции. В 1986 был снят со всех постов, в 1988 уволен в запас. К ответственности не привлекался, но выступал на процессах как свидетель. Скончался в 2007 в возрасте 81 года.
- Генерал Новак до 1989 оставался заместителем министра обороны. С 1990 в отставке. К ответственности не привлекался, даже участвовал во официальной встрече с президентом Брониславом Коморовским. Скончался в 2020 в возрасте 93 лет.
- Генерал Тучапский оставался на военной службе до 1991. Привлекался к судебной ответственности за причастность к подавлению рабочих протестов 1970 в Щецине и за введение военного положения. Скончался до вынесения вердикта в 2009 в возрасте 86 лет.
- Генерал Барыла принадлежал к ортодоксально-сталинистскому «бетону», курировал военную пропаганду, выступал за усиление репрессий. Постепенно утратил политическое влияние. В конце 1980-х был переведён на дипломатическую службу, был послом ПНР в САР. На пленуме ЦК ПОРП в начале 1989[27] категорически выступал против Круглого стола. После поражения «бетона» отошёл от политики. К ответственности не привлекался. Скончался в 2016 в возрасте 91 года.
- Генерал Гупаловский занимал видные военные и партийно-государственные посты. В 1988 поддержал курс Ярузельского-Кищака на компромисс с «Солидарностью», участвовал в переговорах в Магдаленке. Скончался в 1999 в возрасте 77 лет.
- Генерал Пиотровский во второй половине 1980-х перешёл на дипломатическую службу. С 1990 года в отставке. К ответственности не привлекался. Скончался в 2005 в возрасте 79 лет.
- Генерал Олива занимал высокие посты в правительстве и военном командовании. Подозревался в коррупционных злоупотреблениях. Скончался в 1989 году в возрасте 64 лет — на следующий день после первых альтернативных выборов в ПНР. Обстоятельства смерти остались неясны, предполагается самоубийство.
- Генерал Рапацевич ушёл в отставку в 1985 году. К ответственности не привлекался. Скончался в 1991 в возрасте 64 лет.
- Генерал Ужицкий в 1983—1990 был начальником генерального штаба. Занимался военно-стратегическими исследованиями. Стал одним из авторов военной доктрины посткоммунистической Польши. Ушел в отставку в 1991 году. К ответственности не привлекался. Скончался в 2022 в возрасте 90 лет.
- Генерал Зелиньский в конце 1980-х возглавлял польскую военную миссию в Западном Берлине. С 1990 года в отставке. К ответственности не привлекался, участвовал во встрече генералов с президентом Коморовским. Скончался в 2017 в возрасте 92 лет.
- Генерал Янишевский закончил военную службу в конце 1990. Получил степень доктора военных наук. К ответственности не привлекался. Скончался в 2016 в возрасте 89 лет.
- Генерал Ярош (91 год) во второй половине 1980-х командовал территориальной обороной Варшавы, руководил корпусом трудовой мобилизации. В 1990—1991 командовал варшавской военной полицией. С 1992 в отставке. К ответственности не привлекался.
- Полковник Гарбачик возглавлял армейский штаб в Лодзи. Ушел в отставку в 1988 году. К ответственности не привлекался. Скончался в 2021 в возрасте 94 лет.
- Полковник Лесь в середине 1980-х руководил ветеранской организацией, был депутатом сейма. Скончался в 1988 в возрасте 63 лет.
- Полковник Макаревич до 1987 руководил системой безопасности Министерства обороны, затем был военным атташе ПНР в НРБ. Ушел в отставку в 1991 году. Проявлял активность в ветеранских организациях. Скончался в 2025 в возрасте 99 лет.
- Полковник Влосиньский (79 лет) был заместителем начальника штаба Варшавского военного округа. После увольнения из армии — активист нескольких ветеранских организаций.
- Подполковник Гермашевский уже в 1982 возвратился на учёбу в СССР и реального участия в деятельности WRON не принимал. Значимой политической роли в ПНР не играл. Был одним из руководителей Общества польско-советской дружбы. В 1988 получил звание бригадного генерала, в 1991—1992 был заместителем командующего ВВС и ПВО. Руководил Польским астронавтическим обществом и Национальным советом авиации. В начале 2000-х состоял в СДЛС, безуспешно баллотировался в сенат. Своё членство во WRON характеризовал как случайное и церемониальное по функции. Скончался в 2022 в возрасте 81 года.

Четверо руководителей WRON — Ярузельский, Кищак, Сивицкий, Гупаловский — сыграли заметную роль в демонтаже ПНР на рубеже 1980—1990-х. Лишь один из членов WRON — Барыла — пытался активно противодействовать этому процессу. Остальные занимали в целом нейтральную позицию, подчиняясь указаниям руководства. Никто, за исключением Гермашевского, не участвовал в политике Третьей Речи Посполитой.
В 1996 году бывшие члены WRON Гупаловский, Мольчик, Барыла, Новак, Зелиньский, Ужицкий, Ярош участвовали в создании Клуба генералов Войска Польского.